# Gunghuyana cuneiverpa
Gunghuyana cuneiverpa är en insektsart som beskrevs av Stiller 2001. Gunghuyana cuneiverpa ingår i släktet Gunghuyana och familjen dvärgstritar. Inga underarter finns listade i Catalogue of Life.